# Поляков, Василий Трофимович
Васи́лий Трофи́мович Поляко́в (1913 год—1975 год) — младший лейтенант Советской Армии, участник Великой Отечественной войны, Герой Советского Союза (1945).

## Биография
Василий Поляков родился 6 декабря 1913 года в селе Старобогдановка (ныне — Михайловский район Запорожской области Украины) в крестьянской семье. Получил среднее образование, работал агрономом в селе. В 1935—1937 годах проходил службу в Рабоче-крестьянской Красной Армии. В июне 1941 года Поляков повторно был призван в армию. С того же года — на фронтах Великой Отечественной войны. Принимал участие в боях на Западном фронте. В 1944 году окончил Ульяновское танковое училище. К январю 1945 года младший лейтенант Василий Поляков командовал самоходной установкой «СУ-76» 1222-го самоходного артиллерийского полка 10-го гвардейского танкового корпуса 4-й танковой армии 1-го Украинского фронта. Отличился во время Сандомирско-Силезской операции.
30 января 1945 года в составе разведгруппы Поляков переправился через реку Одер в районе города Штейнау (ныне — Сьцинава, Польша). Скрытно пробравшись в тыл противника, группа разгромила колонну отступающих немецких войск и перерезала шоссе Штейнау-Поржвиц (поль.). Во время отражения контратаки Поляков лично уничтожил 1 танк и ещё 2 подбил, сыграв большую роль в удержании группой позиций.
Указом Президиума Верховного Совета СССР от 10 апреля 1945 года за «образцовое выполнение боевых заданий командования на фронте борьбы с немецкими захватчиками и проявленные при этом отвагу и геройство» младший лейтенант Василий Поляков был удостоен высокого звания Героя Советского Союза с вручением ордена Ленина и медали «Золотая Звезда».
В 1946 году Поляков был демобилизован. Работал станочником деревообрабатывающего комбината на строительстве МВД СССР в городе Челябинск-40. Позднее вернулся на родину, работал парторгом колхоза в селе Обильное Мелитопольского района Запорожской области. Скончался 20 ноября 1975 года, похоронен в селе Терпенье Мелитопольского района.
Был также награждён орденом Красной Звезды и рядом медалей.